# HMAS Canberra (L02)
El HMAS Canberra (L02), es un buque de asalto anfibio tipo LHD de la Clase Canberra de la Armada Australiana parcialmente construido en España por los astilleros de Navantia en Ferrol y finalizado por los astilleros de BAE Systems Australia en Williamstown, Australia.

## Venta de los buques
Fue un logro muy importante para Navantia, que se acrecentó por el hecho de que su competidor fuera un buque en servicio desde el año anterior, mientras que el buque español en el cual se basan, el  Juan Carlos I (L-61) era tan solo un proyecto, pero su neta superioridad frente al modelo de la francesa Armaris (DCNS) -opinión generalizada- inclinó la balanza a su favor. El contrato asciende a 1411,6 millones de €, de los que 915 son para Navantia, que, además de encargarse del diseño y la mayor parte de la construcción de los barcos, suministrará también equipos de motores y el sistema integrado de control de la plataforma. El casco de estas naves se construyó en Navantia-Ferrol-Fene, con la excepción de las superestructuras. Posteriormente, fueron conducidas a Australia, donde fueron finalizadas por BAE Systems Australia (antes Tenix Defence), socio local de Navantia. Al firmarse el contrato en 2007, se calculó que alrededor del 80% del programa se ejecutaría en España, lo cual supondría para Navantia 9 347 700 horas de trabajo, de ellas 9 300 000 para el astillero de Ferrol-Fene, 24 000 para la Unidad de Motores de Cartagena y 23 700 para Sistemas FABA de San Fernando.

## Construcción

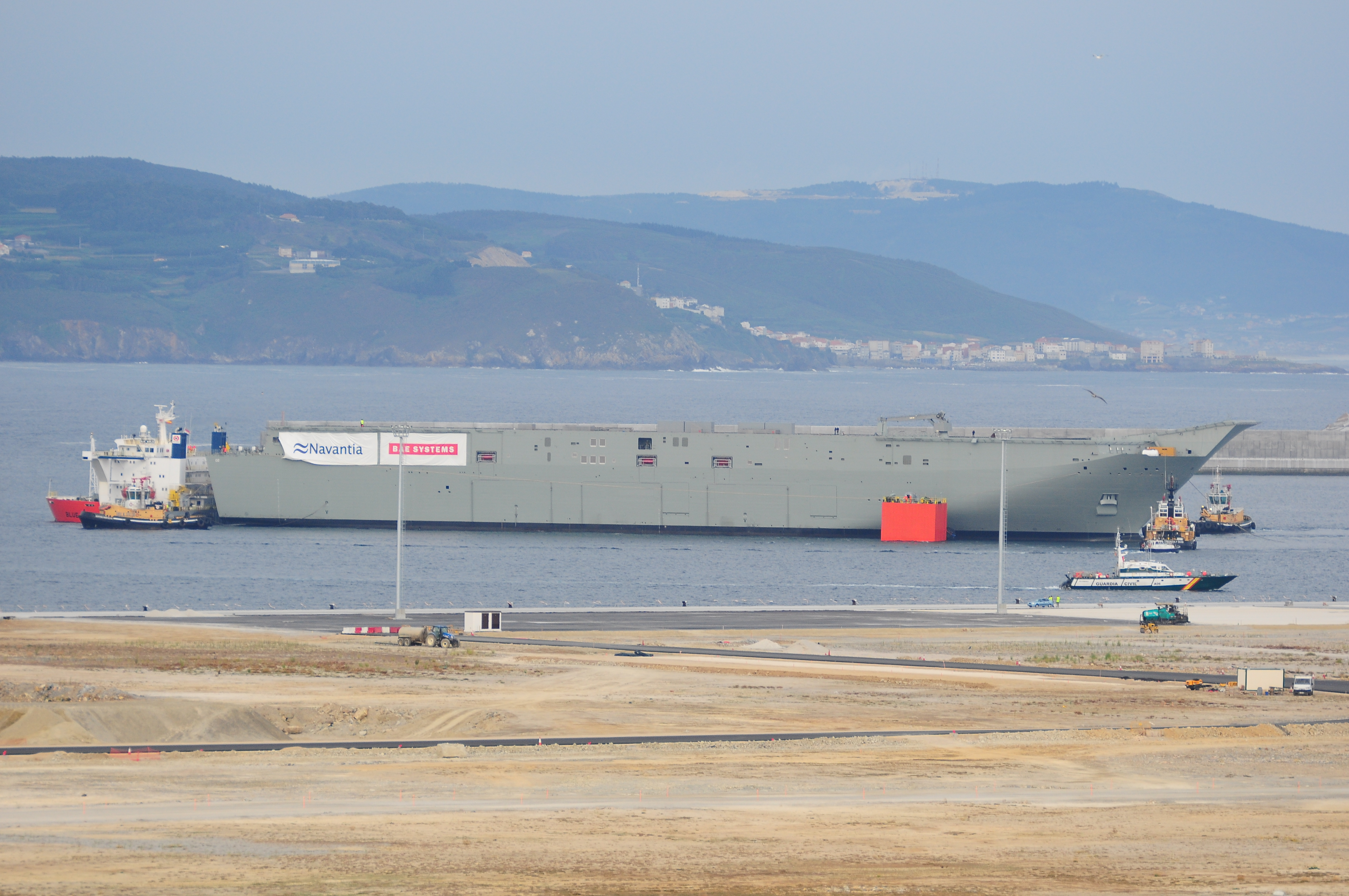
El Canberra en el momento de ser embarcado en el Blue Marlin en Punta Langosteira

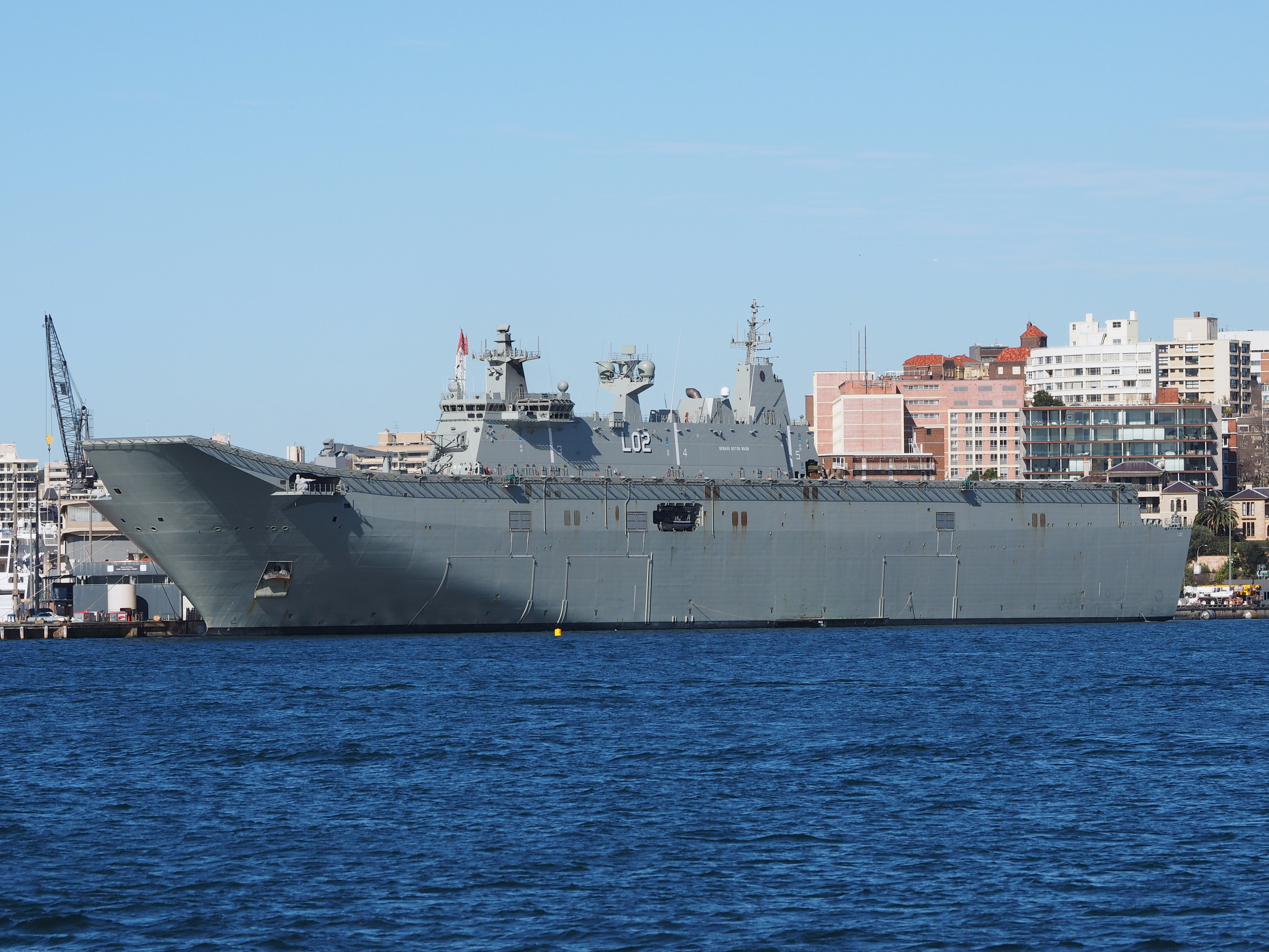
El Canberra en junio de 2015

El Canberra, fue puesto en grada el 23 de septiembre de 2009 y fue botado con dos meses de antelación el 17 de febrero de 2011 amadrinado por Vicki Coates, la viuda del vicealmirante Nigel Coates, el que fuera oficial al mando de la fragata de clase Adelaide HMAS Canberra (FFG 02) y en presencia del Jefe de la Real Armada australiana, el vicealmirante Russell Crane, y del jefe del Estado Mayor de la Armada española, el almirante general Manuel Rebollo García, al día siguiente, se colocó en grada su gemelo, el HMAS Adelaide (L01).
Una vez concluidas las obras en Ferrol, el casco del buque fue conducido a Australia por el Blue Marlin que arribó al muelle número 10 de Navantia-Fene de Ferrol el 16 de junio de 2012 para proceder a las tareas necesarias para afrontar el traslado del HMAS Canberra hasta Melbourne, Australia,, fue subido al Blue Marlin el 4 de agosto de 2012 y zarpó el 17 de agosto, doblando el cabo de buena esperanza a finales de septiembre, con rumbo a los astilleros BAE Systems Australia en Williamstown a donde arribó el 17 de octubre y donde fueron finalizadas las superestructuras, para ser entregado oficialmente a la Real Armada Australiana el 28 de noviembre de 2014. 
En marzo de 2015 fue designado como buque insignia de la RAN.

## Historia operacional
El Canberra fue el centro de atención de las celebraciones del Día de Australia en Sídney el 26 de junio de 2015. En marzo de 2015 fue designado buque insignia de la RAN.
En febrero de 2016 fue desplegado desde la base este de la flota inicialmente a Brisbane en Queensland donde recibió a bordo a un regimiento de ingenieros del Ejército Real de Australia y su equipamiento, incluido material de desembarco, equipos purificadores de agua y otro equipamiento esencial y navegó hasta Fiyi en su primera misión humanitaria tras el ciclón tropical que azotó el país el 20 de febrero. El LHD transportó 50 toneladas de ayuda humanitaria incluida comida, agua, equipamiento médico así como 850 militares de las fuerzas de defensa de Australia. El buque embarcó tres helicópteros MRH-90 para apoyar las operaciones.

### Buques de la clase
• HMAS Adelaide (L01)

### Buques similares
• Juan Carlos I (L-61)
• TCG Anadolu (L-408)

### Listas relacionadas
• Buques de asalto anfibio por países
• Portaaviones por país